# Ronde van Spanje 2014/Elfde etappe
De elfde etappe van de Ronde van Spanje 2014 werd gereden op 3 september 2014. Het was een bergrit over 151 km van Pamplona naar Santuario de San Miguel de Aralar. De Italiaan Fabio Aru won met 6 seconden verschil.

## Ritverslag
Van een groep vluchters werd Vasil Kirijenka als laatste gegrepen aan de voet van de klim. Op 5 km van de aankomst sprong Robert Gesink uit de groep van de favorieten weg en leek op een ritzege af te stevenen. Maar de Team Katjoesja-ploeg van Joaquím Rodríguez bracht alles terug. In de laatste kilometer plaatste Fabio Aru een demarrage die hem definitief naar de winst voerde, voor de favorieten Alejandro Valverde, Joaquím Rodríguez, Alberto Contador en Chris Froome.
Nairo Quintana moest opgeven nadat hij opnieuw gevallen was en moest afgevoerd worden met een gebroken schouderblad.

## Uitslagen
| Rituitslag |                    |                            |          |
| Plaats     | Naam               | Ploeg                      | Tijd     |
| Winnaar    | Fabio Aru          | Astana Pro Team            | 3u41'03" |
| 2          | Alejandro Valverde | Team Movistar              | + 6"     |
| 3          | Joaquím Rodríguez  | Team Katjoesja             | z.t.     |
| 4          | Alberto Contador   | Tinkoff-Saxo               | z.t.     |
| 5          | Chris Froome       | Team Sky ProCycling        | z.t.     |
| 6          | Rigoberto Urán     | Omega Pharma-Quick-Step    | + 13"    |
| 7          | Samuel Sánchez     | BMC Racing Team            | + 15"    |
| 8          | Daniel Martin      | Garmin Sharp               | z.t.     |
| 9          | Daniel Navarro     | Cofidis, Solutions Crédits | + 16"    |
| 10         | Robert Gesink      | Belkin-Pro Cycling Team    | + 21"    |
|            |                    |                            |          |
| 23         | Maxime Monfort     | Lotto Belisol              | + 2'40"  |

| Algemeen Klassement |                    |                         |           |
| Plaats              | Naam               | Ploeg                   | Tijd      |
| Rode trui           | Alberto Contador   | Tinkoff-Saxo            | 40u26'56" |
| 2                   | Alejandro Valverde | Team Movistar           | + 20"     |
| 3                   | Rigoberto Urán     | Omega Pharma-Quick-Step | + 1'08"   |
| 4                   | Chris Froome       | Team Sky ProCycling     | + 1'20"   |
| 5                   | Joaquím Rodríguez  | Team Katjoesja          | + 1'35"   |
| 6                   | Samuel Sánchez     | BMC Racing Team         | + 1'52"   |
| 7                   | Fabio Aru          | Astana Pro Team         | + 2'13"   |
| 8                   | Winner Anacona     | Lampre-Merida           | + 2'22"   |
| 9                   | Robert Gesink      | Belkin-Pro Cycling Team | + 2'55"   |
| 10                  | Damiano Caruso     | Cannondale              | + 3'51"   |
|                     |                    |                         |           |
| 19                  | Maxime Monfort     | Lotto Belisol           | + 9'15"   |

| Puntenklassement |                  |                     |        |
| Plaats           | Naam             | Ploeg               | Punten |
| Groene trui      | John Degenkolb   | Team Giant-Shimano  | 87     |
| 2                | Nacer Bouhanni   | FDJ.fr              | 74     |
| 3                | Michael Matthews | Orica GreenEDGE     | 71     |
|                  |                  |                     |        |
| 11               | Jasper Stuyven   | Trek Factory Racing | 34     |
| 24               | Pim Ligthart     | Lotto Belisol       | 20     |

| Bergklassement        |                    |                        |        |
| Plaats                | Naam               | Ploeg                  | Punten |
| Bolletjestrui (blauw) | Lluís Mas          | Caja Rural-Seguros RGA | 20     |
| 2                     | Winner Anacona     | Lampre-Merida          | 18     |
| 3                     | Alejandro Valverde | Team Movistar          | 18     |
|                       |                    |                        |        |
| 15                    | Pim Ligthart       | Lotto Belisol          | 5      |

1e etappe ·
2e etappe ·
3e etappe ·
4e etappe ·
5e etappe ·
6e etappe ·
7e etappe ·
8e etappe ·
9e etappe ·
10e etappe ·
11e etappe ·
12e etappe ·
13e etappe ·
14e etappe ·
15e etappe ·
16e etappe ·
17e etappe ·
18e etappe ·
19e etappe ·
20e etappe ·
21e etappe
Startlijst · Eindstanden · Afbeeldingen